# Karl Hermann Frank
Karl Hermann Frank Karlsbad, 1898. január 24. – Prága, 1946. május 22.) szudétanémet náci tisztviselő a Cseh–Morva Protektorátusban a második világháború előtt és alatt. Az Obergruppenführer rangot elérve a protektorátusban a náci rendőri apparátus parancsnoka volt, beleértve a Gestapót, az SD-t és a Kripót. A háború után a cseh Lidice és Ležáky falvak lakosságának mészárlásának megszervezésében játszott szerepe miatt bíróság elé állították, elítélték és felakasztással kivégezték.

## Ifjúsága
A csehországi Karlsbadban, Ausztria-Magyarországban (a mai Karlovy Vary, Csehország) született Frank édesapja (Georg Ritter von Schönerer politikájának híve) tanította a nacionalista agitációra. Frank megpróbált belépni az Osztrák-Magyar Hadseregbe az I. világháborúban, de a jobb szeme megvakulása miatt elutasították. Egy évet töltött a prágai Német Nyelvű Károly Egyetem jogi karán, és oktatóként dolgozott, hogy pénzt keressen.
A Szudétavidék németországi beolvadásának szószólójaként Frank 1923-ra csatlakozott a Német Nemzetiszocialista Munkáspárthoz (DNSAP), és részt vett a DNSAP több részlegének felállításában Észak-Csehországban és Sziléziában. 1925-ben Frank könyvesboltot nyitott, amely a náci irodalomra specializálódott. Frank 1933-ban csatlakozott a Szudéta-Német Hazai Fronthoz (SdH), amely 1935-ben hivatalosan is Szudétanémet Párttá (SdP) alakult, és segített annak megszervezésében. Ezután az SdP PR- és propagandaosztályán dolgozott.
1935-ben Frank az SdP helyettes vezetője lett, és a csehszlovák parlament képviselőjévé választották. Az SdP legradikálisabb náciit képviselő Frank a Szudétavidék Gauleiter-helyettese lett, amikor 1938 októberében Németország részévé vált. Frank 1938. november 1-jén csatlakozott hivatalosan a náci párthoz és az SS-hez.

## A Második Világháborúban

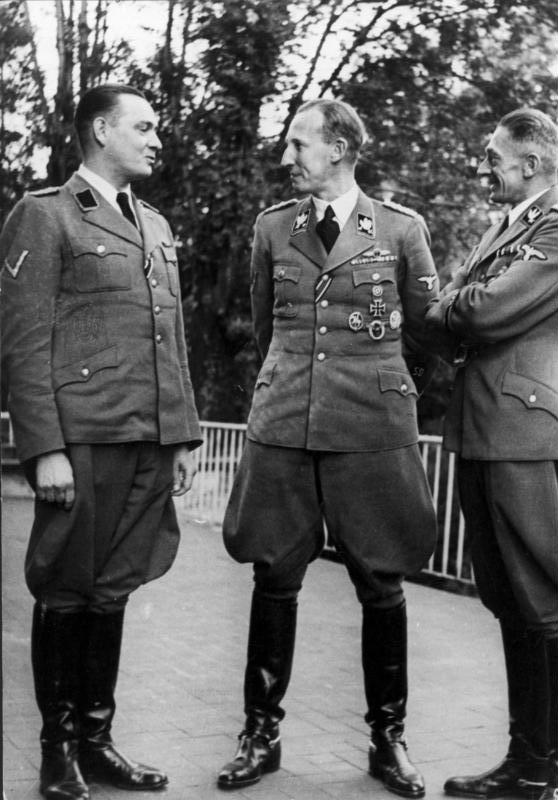
Frank with Heydrich and Böhme, September 1941

1939-ben Frankot SS-Gruppenführerré léptették elő, és a Cseh-Morva Birodalom Protektorátusának államtitkárává nevezték ki Konstantin von Neurath birodalmi protektor vezetése alatt. Himmler a protektorátus felsőbb SS- és rendőrségi vezetőjének is nevezte, így az SS rangú tisztje lett. Bár névleg Neurath alatt volt, Frank nagy hatalmat gyakorolt a protektorátusban. Ő irányította a náci rendőri apparátust a Protektorátusban, beleértve a Gestapót, az SD-t és a Kripot.
Frank államtitkárként és rendőrfőkapitányként a másként gondolkodó csehek kemény elnyomásának politikáját folytatta, és szorgalmazta Csehország és Morvaország miniszterelnökének, Alois Eliášnak a letartóztatását. Frank ezen akcióit Neurath csehekkel szembeni „puha megközelítése” ellensúlyozta, ezáltal sztrájkokkal és szabotázsokkal ösztönözte a németellenes ellenállást. Ez frusztrálta Franket, és odáig vezetett, hogy titokban Neurath lejáratásán dolgozott.
Hitler azon döntésének, hogy Cseh- és Morvaországban radikálisabb megközelítést alkalmaz, Frank javára kellett volna működnie. Hitler 1941. szeptember 23-án felmentette Neurathot aktív feladatai alól, bár papíron továbbra is a birodalom védelmezője maradt. Frank abban reménykedett, hogy kinevezik helyettes protektornak és a protektorátus napi vezetőjének. Ehelyett Hitler Reinhard Heydrichet választotta, és felhatalmazást adott neki a politika érvényesítésére, a náci rezsimmel szembeni ellenállás leküzdésére, valamint a cseh motorok és fegyverek gyártási kvótáinak fenntartására, amelyek „rendkívül fontosak voltak a német háborús erőfeszítések számára”. A munkakapcsolat Frank és Heydrich között jó volt, mivel mindketten ambiciózusak és brutálisak voltak. A protektorátusban rémuralmat indítottak el, letartóztatták és megölték az ellenfeleket, és felgyorsították a zsidók koncentrációs táborokba való deportálását. Heydrich szerint 4000-5000 embert tartóztattak le, és 400-500-at végeztek ki 1942 februárjáig.

### Lidicei mészárlás

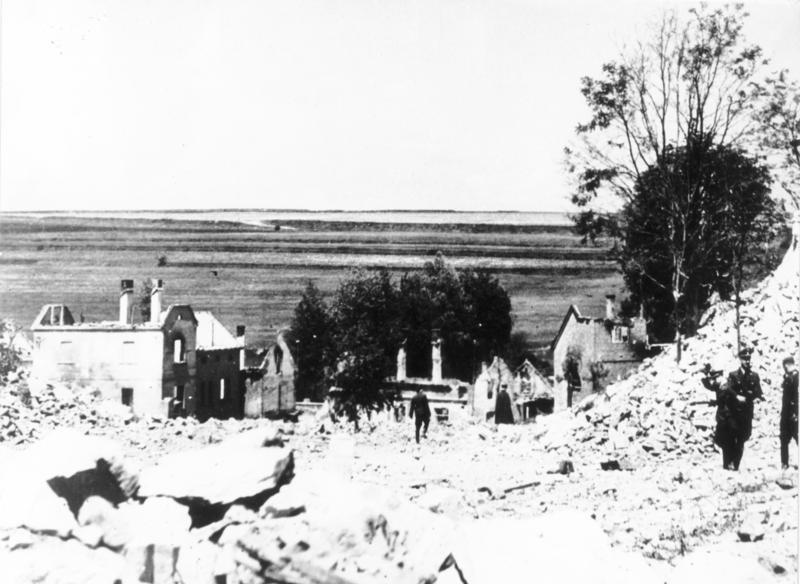
Lidice elpusztítása

Amikor Heydrichet 1942-ben meggyilkolták, Franket ismét helyettes protektorrá léptették elő; Helyette Kurt Daluge-t választották. Daluege és Frank közreműködtek Lidice és Ležáky cseh falvak elpusztításában, hogy bosszút álljanak a cseh lakosságon Heydrich haláláért. Ami Lidice lakosságát illeti, Frank megparancsolta Horst Böhmének, a SiPo és az SD prágai főnökének, hogy lője le az összes férfit, küldje az összes nőt koncentrációs táborokba, és helyezze gondozásba SS-családokhoz Németországba azt a néhány gyereket, akiket érdemesnek tartottak a "németesítésre". A többieket meggyilkolták.

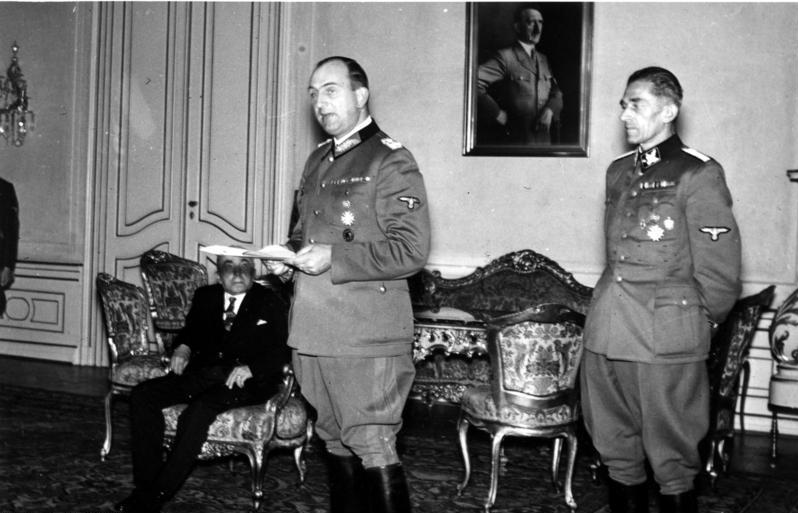
Emil Hácha (a háttérben), Cseh-Morvaország államelnöke, Daluge és Frank, 1942. szeptember

1943 júniusában Frankot SS-Obergruppenführerré és rendőrtábornokká léptették elő Prágában. Frank a Waffen-SS tábornokává is lett. Daluge alatt Frank továbbra is megszilárdította hatalmát, és mire Wilhelm Fricket 1943 augusztusában kinevezték a birodalom protektorának, Frank Cseh- és Morvaország legbefolyásosabb tisztviselője volt. 1943 augusztusában Cseh- és Morvaország államminiszterévé nevezték ki, és kabineti rangot és státuszt kapott, de hivatalos birodalmi miniszteri cím nélkül.

### Partizánellenes műveletek
1944-ben személyesen folytatott Morvaországban a Jan Žižka partizándandár megsemmisítésére irányuló partizánellenes hadviselést. A 13 000 katona bevetése és a partizánok támogatásával gyanúsított civilek gyors kivégzése ellenére a németek nem tudták megsemmisíteni a partizándandárt, és hamisan arra a következtetésre jutottak, hogy a fenyegetést elhárították.

## Tárgyalás és kivégzése

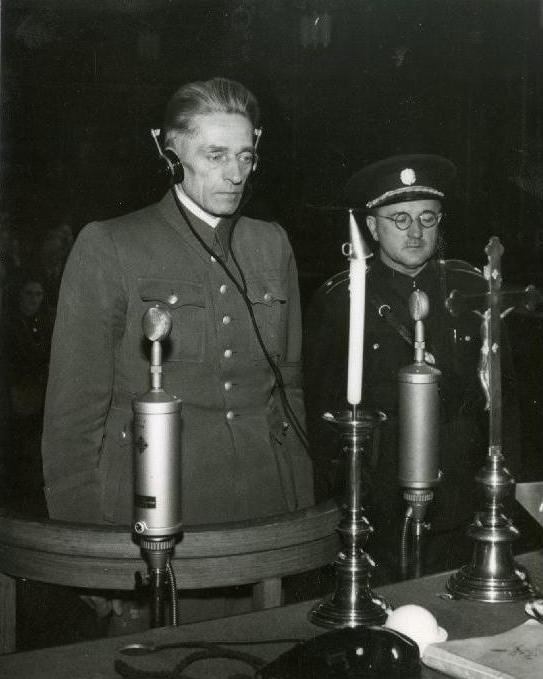
Frank a prágai népbíróság előtt, 1946. május 21-én

Frankot az amerikai hadsereg csapatai letartóztatták Rokycany környékén 1945. május 9-én. Kiadták a prágai Népbíróságnak, és 1946-ban bíróság elé állították. Miután elítélték háborús bűnökért, valamint Lidice és Ležáky elpusztításáért, Frankot halálra ítélték. 1946. május 22-én akasztották fel a prágai Pankrác börtön udvarán, 5000 bámészkodó szeme láttára. Egy névtelen gödörben temették el a prágai Ďáblice temetőben.

## Magánélete
Frank kétszer volt házas. 1925. január 21-én feleségül vette Anna Müllert (született 1899. január 5-én Karlsbadban). A párnak két fia született, Harald, 1926. január 20-án, és Gerhard, aki 1931. április 22-én született. 1940. február 17-én elváltak, majd ugyanebben az évben Müller férjhez Frank utódjához, aki szudétavidéki Gauleiter helyettese, Fritz Köllner SA-Brigadeführer volt.
1940. április 14-én Frank újra feleségül vett egy orvosnőt, Karola Blascheket (1913. augusztus 13-án született Brüxben). A házaspárnak három közös gyermeke született, két lányuk, Edda (született 1941. augusztus 16-án) és Holle-Sigrid (1944. március 8-án), valamint egy fia, Wolf-Dietrich (1942. augusztus 20.).

## Fordítás
Ez a szócikk részben vagy egészben  a   Karl Hermann Frank című angol Wikipédia-szócikk fordításán alapul.  Az eredeti cikk szerkesztőit annak laptörténete sorolja fel. Ez a jelzés csupán a megfogalmazás eredetét és a szerzői jogokat jelzi, nem szolgál a cikkben szereplő információk forrásmegjelöléseként.